# Maksim Venguérov
Maksim Aleksándrovich Venguérov (en ruso: Макси́м Алекса́ндрович Венге́ров; Novosibirsk, 20 de agosto de 1974) es un violinista, violista y director de orquesta ruso.

## Vida
Venguérov nació en 1974 en Novosibirsk, la capital de Siberia Occidental en la antigua Unión Soviética. Recibió formación musical en primer lugar con Galina Turschanínova y, posteriormente, con el distinguido pedagogo Zajar Bron. A la edad de diez años, ganó el Primer Premio del Concurso de violín Junior Wieniawski de Polonia. 

## Carrera
Ofrecía regularmente conciertos en Moscú y Leningrado y pronto comenzó a realizar debuts como solista con distinguidas orquestas sinfónicas como con el Orquesta Real del Concertgebouw, la Orquesta Filarmónica de la BBC, y Valeri Guérguiyev en el Lichfield Festival del Reino Unido, así como con la Orquesta Sinfónica Estatal de la URSS, bajo la dirección de Yuri Siminiov, durante una amplia gira por Italia.
Entre sus primeros debuts en recitales, están los ofrecidos en el Wigmore Hall de Londres, el Suntory Hall de Tokio, el Mozarteum de Salzburgo y el Concertgebouw de Ámsterdam.
Además de ganar el Primer Premio en el Concurso Carl Flesch, en julio de 1990, Venguérov recibió los premios especiales a la interpretación y el premio del público. Durante el otoño de 1990 se trasladó a Tel Aviv. 
En la temporada 1990/91 realizó su debut estadounidense con la Orquesta Filarmónica de Nueva York, así como su aparición con la Orquesta Filarmónica de Israel en Tel Aviv y durante una gira por Estados Unidos. Ha colaborado con muchos directores, entre los que cabe destacar a Yuri Temirkánov, Barenboim, Abbado, Mehta, Menuhin, Giulini, Sawallisch y Mariss Jansons.
Durante la temporada 1993/94 actuó con la Orquesta Filarmónica de Berlín, la Sinfónica de Chicago, la Philadelphia y la Washington National Symphony Orchestra, la Orquesta Sinfónica de Londres, la Orquesta Real del Concertgebouw y la Filarmónica de San Petersburgo. Venguérov y su acompañante, Itamar Golan, ofrecen regularmente recitales en los centros musicales de mayor prestigio mundial, incluyendo -en la temporada 1993/94- Nueva York, Los Ángeles, Milán, Múnich y Salzburgo.
En la temporada 1994/95 realizó una gira junto a la Orquesta Real del Concertgebouw por Italia y Sudamérica. Actuó junto a la Orquesta Sinfónica de Chicago, la Orquesta Sinfónica de Pittsburgh, la Orquesta Hallé de Mánchester, la Orquesta Filarmónica de Budapest, la Orquesta Filarmónica de Dresde, la Orquesta de la Suisse Romande, la Orquesta Nacional Burdeos Aquitania, la Orquesta Filarmónica de Radio Francia, la Orquesta Filarmónica de Viena, la Orquesta Sinfónica de la Ciudad de Birmingham y la Orquesta del Teatro Comunale de Florencia, bajo la dirección de, entre otros directores, Chailly, Barenboim, Maazel, Muti y Rattle. En agosto del mismo año regresó a los Proms de Londres para actuar con la Orquesta Sinfónica de la BBC bajo la dirección de Yakov Kreizberg.
Actualmente es profesor visitante en la Royal Academy of Music de Londres.

## Instrumentos
Toca un violín construido por Antonio Stradivarius el "Kreutzer" de 1727.

## Grabaciones
Maksim Venguérov realizó varias grabaciones para el sello Melodiya, la antigua discográfica soviética, y sacó al mercado su primer álbum de recitales bajo la producción de Biddulph, una pequeña discográfica inglesa. Su verdadera entrada en el mundo discográfico tuvo lugar a los 15 años, cuando firmó un contrato en exclusiva con Teldec Classics. En mayo de 2000 concluyó dicho contrato y firmó con EMI Classics. 
Ha grabado, entre otros, los conciertos para violín de Bruch y Mendelssohn con la Orquesta de la Gewandhaus de Leipzig, bajo la dirección de Kurt Masur, los conciertos de Shostakóvich y Prokófiev con la Sinfónica de Londres y Mstislav Rostropóvich, con el que también grabó los conciertos de Stravinski y Shchedrín, el de Britten, y el Concierto para viola de Walton.

## Premios y reconocimientos
- En julio de 1990 ganó el primer premio en el Concurso Carl Flesch.
- En 1997 fue nombrado Embajador de buena voluntad de Unicef siendo el primer intérprete de música clásica que ha recibido dicho honor.
- Classic Brit Awards.
- En 1997 y en 2003 fue galardonado con el Premio Echo Klassik al instrumentista del año.
- En 2006 recibió la Saarland Order of Merit.